# Burosumab
Le burosumab est un anticorps monoclonal utilisé comme médicament lors d'une hypophosphatémie liée à l'X. Il est vendu sous la marque Crysvita.

## Mode d'action
Il s'agit d'un anticorps monoclonal qui se lie à la protéine FGF23 et la bloque, ce qui permet aux reins de réabsorber le phosphate

## Usage médical
Le burosumab est un médicament utilisé pour traiter l'hypophosphatémie liée à l'X et l'ostéomalacie induite par une tumeur . Il peut être utilisé chez les enfants de plus de 5 mois. Le médicament est administré par injection sous-cutanée.

## Effets secondaires
Les effets secondaires du burosumab comprennent la fièvre, la douleur au site d'injection, la toux, les maux de tête, le syndrome des jambes sans repos, les caries ou les abcès dentaires. D'autres effets secondaires peuvent inclure des réactions allergiques, un taux élevé de phosphate et une néphrocalcinose . La sécurité de ce médicament pendant la grossesse n'est pas claire.

## Histoire
Le médicament a été approuvé pour un usage médical aux États-Unis et en Europe en 2018,. Aux États-Unis, 30 mg coûtent environ 12 200 dollars américains en 2022.